# Centaurea legionis-septimae
Centaurea legionis-septimae — вид квіткових рослин айстрових (Asteraceae). Ендемік пн.-зх. Іспанії.

## Біоморфологічна характеристика
Багаторічна трав'яниста рослина, зазвичай багатостеблова, сірувато-зеленого чи світло-зеленого кольору, з павутинними одноклітинними волосками та однорядними багатоклітинними волосками. Стебла до 80 см, зазвичай понад 20 см, прямостоячі або висхідні, більш-менш розгалужені по всій довжині, з круглим або більш-менш багатокутним перетином, ребристі, безкрилі. Листки розміром до 350 × 120 мм, прикореневі черешкові, стеблові — сидячі чи майже так, менші до верхньої частини стебла; прикореневі розетчасті, цілокраї, 1–2 перистороздільні або 1–2 перисто-розсічені; серединні перистороздільна або перисто-розсічена і з 1–5 парами сегментів; верхні подібні, але з меншою кількістю часток або цілі. Квіткові голови поодинокі та кінцеві у складних нещільних суцвіттях. Квіткові голови з двостатевими дисковими квітками й безплідними квіточками на периферії подібного розміру. Обгортка 20–25 × 14–20 мм. Віночок безплідних квіточок 15–30 мм, з білуватою трубкою і жовтою лопаттю, з 3 або 4 частками 5–8 мм блідо-жовтими чи рожевими; у двостатевих квіточок 24–28 мм, з трубкою 12–16 мм, білуватий, лімб 11–13 мм, рожевий, з 5 часточками 5–7 мм. Тичинки з білуватою ниткою, пиляки 8–9,5 мм, жовтуваті. Сім'янки розміром 4–4,8 × 2,3–2,7 мм, яйцеподібні або подовжено-яйцеподібні, дещо стиснуті — еліптичний переріз, у зрілості жовтуваті або коричневі, з деякою кількістю чорнуватого кольору. Папус подвійний, стійкий. Цвіте в липні та серпні.